# Gyula Lázár
Gyula Lázár (Füzesgyarmat, 24 de gener de 1911 - Budapest, 27 de febrer de 1983) fou un futbolista hongarès de la dècada de 1930.
Fou internacional amb la selecció d'Hongria en 49 ocasions, entre 1931 i 1941. Participà en el mundials de 1934 i 1938. Pel que fa a clubs, va pertànyer al Ferencváros TC.